# L'avventuroso (manga)
L'avventuroso (冒険 少年?, Bōken shōnen, lett. "Il ragazzino avventuroso") è un manga di Mitsuru Adachi che raccoglie sette storie brevi pubblicate in Giappone tra il 1998 e il 2005 nella rivista seinen Big Comic Original e raccolte nel 2006 in volume unico. In Italia l'albo è stato pubblicato dalla Star Comics nel gennaio del 2008, all'interno della collana Storie di Kappa n. 157.
I racconti vertono su uomini adulti e sul loro rapporto con l'infanzia (tranne l'ultimo, incentrato sul periodo universitario del protagonista), non disdegnando elementi fantastici. Sono presenti 55 tavole a colori, tutte quelle iniziali di ciascuna storia.
Il titolo italiano, L'avventuroso, ricalca quello della storica testata omonima edita negli anni trenta dalla Casa Editrice Nerbini. La casa editrice fiorentina ha infatti concesso alla Star Comics l'utilizzo non solo del nome, ma anche del logo grafico dell'antica pubblicazione, anche in virtù della stima della Nerbini nei confronti della casa umbra, testimoniata da un premio da essi concesso in una convention negli anni novanta per l'impegno profuso per la diffusione dei manga in Italia. Nell'ultima pagina del volume è presente una nota di ringraziamento da parte della Star Comics nei confronti della Nerbini.

## Racconti
| Titolo italiano       | Data di pubblicazione su Big comic original (Shogakukan) |
| --------------------- | -------------------------------------------------------- |
| 1. Oltre la porta     | 20 ottobre 1998                                          |
| 2. Perdersi           | 20 marzo 2000                                            |
| 3. L'eroe             | 5 marzo 2001                                             |
| 4. Un arco celeste    | 5 luglio 2002                                            |
| 5. Invio              | 5 giugno 2003                                            |
| 6. Le scale del tempo | 5 giugno 2004                                            |
| 7. L'album da disegno | 20 aprile 2005                                           |